# 2013年マレーシアグランプリ
2013年マレーシアグランプリは、2013年のF1世界選手権第2戦として、2013年3月24日にセパン・インターナショナル・サーキットで開催された。正式名称は2013 Formula 1 Petronas Malaysia Grand Prix。

## 予選

### 予選結果
| 順位                 | No. | ドライバー                 | チーム                         | Q1       | Q2       | Q3       | グリッド |
| -------------------- | --- | -------------------------- | ------------------------------ | -------- | -------- | -------- | -------- |
| 1                    | 1   | セバスチャン・ベッテル     | レッドブル・ルノー             | 1:37.899 | 1:37.245 | 1:49.674 | 1        |
| 2                    | 4   | フェリペ・マッサ           | フェラーリ                     | 1:37.712 | 1:36.874 | 1:50.587 | 2        |
| 3                    | 3   | フェルナンド・アロンソ     | フェラーリ                     | 1:37.314 | 1:36.877 | 1:50.727 | 3        |
| 4                    | 10  | ルイス・ハミルトン         | メルセデス                     | 1:37.513 | 1:36.517 | 1:51.699 | 4        |
| 5                    | 2   | マーク・ウェバー           | レッドブル・ルノー             | 1:37.619 | 1:36.449 | 1:52.244 | 5        |
| 6                    | 9   | ニコ・ロズベルグ           | メルセデス                     | 1:37.239 | 1:36.190 | 1:52.519 | 6        |
| 7                    | 7   | キミ・ライコネン           | ロータス・ルノー               | 1:36.959 | 1:36.640 | 1:52.970 | 101      |
| 8                    | 5   | ジェンソン・バトン         | マクラーレン・メルセデス       | 1:37.487 | 1:37.117 | 1:53.175 | 7        |
| 9                    | 15  | エイドリアン・スーティル   | フォースインディア・メルセデス | 1:36.809 | 1:36.834 | 1:53.439 | 8        |
| 10                   | 6   | セルジオ・ペレス           | マクラーレン・メルセデス       | 1:37.702 | 1:37.342 | 1:54.136 | 9        |
| 11                   | 8   | ロマン・グロージャン       | ロータス・ルノー               | 1:37.363 | 1:37.636 |          | 11       |
| 12                   | 11  | ニコ・ヒュルケンベルグ     | ザウバー・フェラーリ           | 1:37.931 | 1:38.125 |          | 12       |
| 13                   | 19  | ダニエル・リカルド         | トロ・ロッソ・フェラーリ       | 1:37.722 | 1:38.822 |          | 13       |
| 14                   | 12  | エステバン・グティエレス   | ザウバー・フェラーリ           | 1:37.707 | 1:39.221 |          | 14       |
| 15                   | 14  | ポール・ディ・レスタ       | フォースインディア・メルセデス | 1:37.493 | 1:44.509 |          | 15       |
| 16                   | 16  | パストール・マルドナド     | ウィリアムズ・ルノー           | 1:37.867 | no time  |          | 16       |
| 17                   | 18  | ジャン＝エリック・ベルニュ | トロ・ロッソ・フェラーリ       | 1:38.157 |          |          | 17       |
| 18                   | 17  | バルテッリ・ボッタス       | ウィリアムズ・ルノー           | 1:38.207 |          |          | 18       |
| 19                   | 22  | ジュール・ビアンキ         | マルシャ・コスワース           | 1:38.434 |          |          | 19       |
| 20                   | 20  | シャルル・ピック           | ケータハム・ルノー             | 1:39.314 |          |          | 20       |
| 21                   | 23  | マックス・チルトン         | マルシャ・コスワース           | 1:39.672 |          |          | 21       |
| 22                   | 21  | ギド・ヴァン・デル・ガルデ | ケータハム・ルノー             | 1:39.932 |          |          | 22       |
| 107%タイム: 1'43.585 |     |                            |                                |          |          |          |          |
| ソース               |     |                            |                                |          |          |          |          |

- 太字は各予選セッションにおける最速タイム。
- ^1No.7（ライコネン）はNo.10（ロズベルグ）の走行を妨害したと判定され3グリッド降格

## 決勝

### 決勝展開

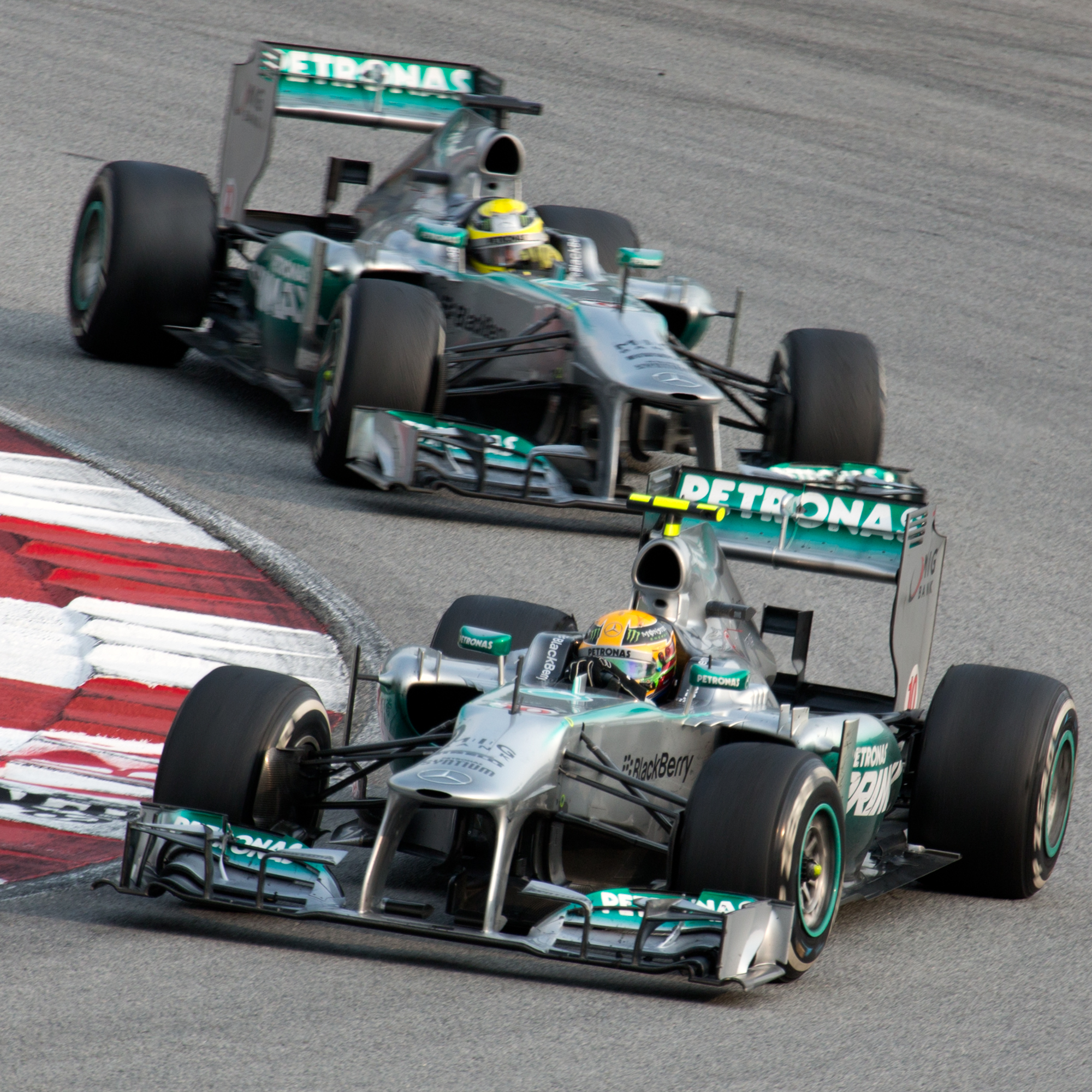
メルセデスのハミルトン（前）とロズベルグ（後）

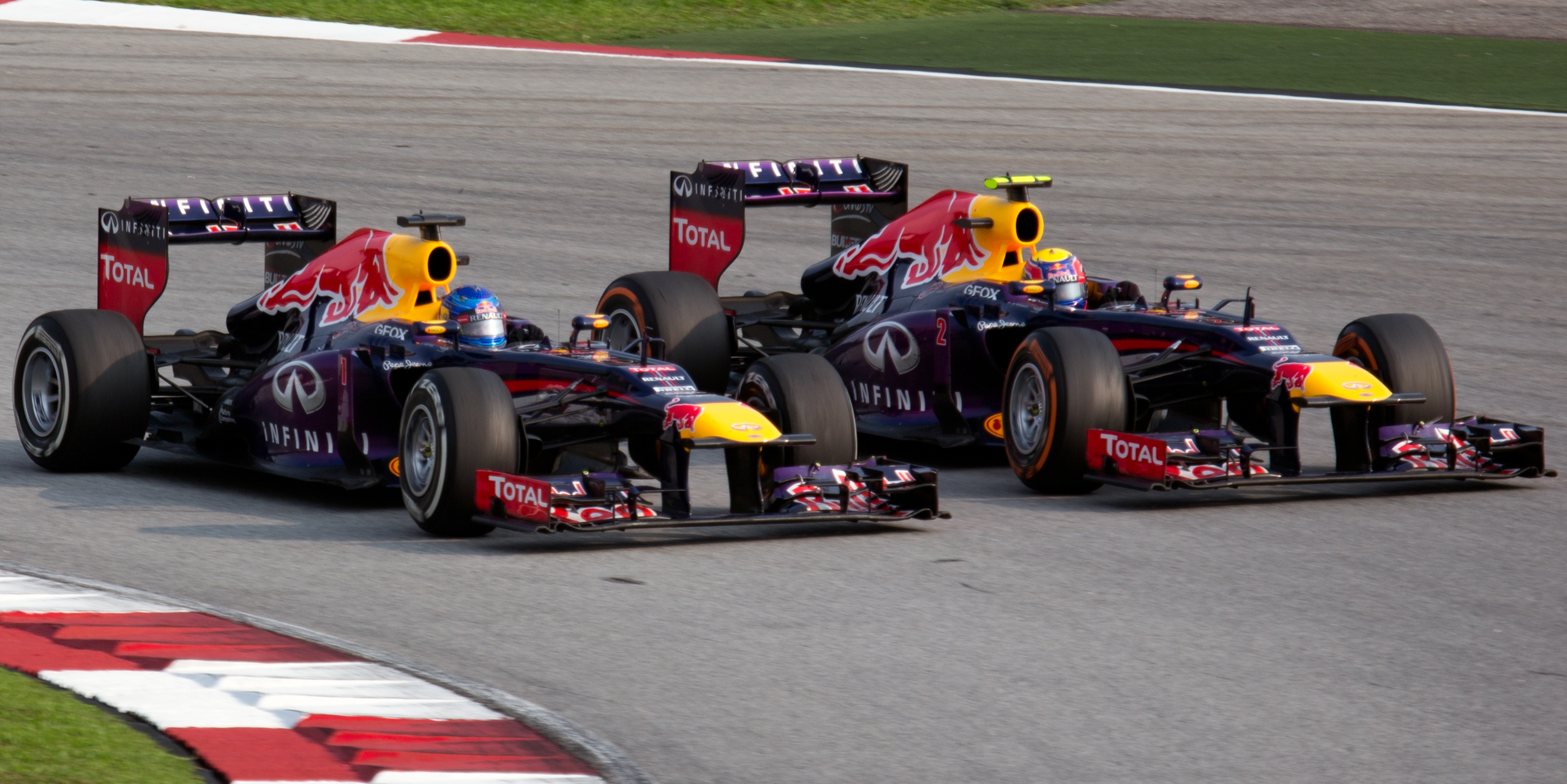
レッドブルのベッテル（左）とウェバー（右）によるチームメイトバトル

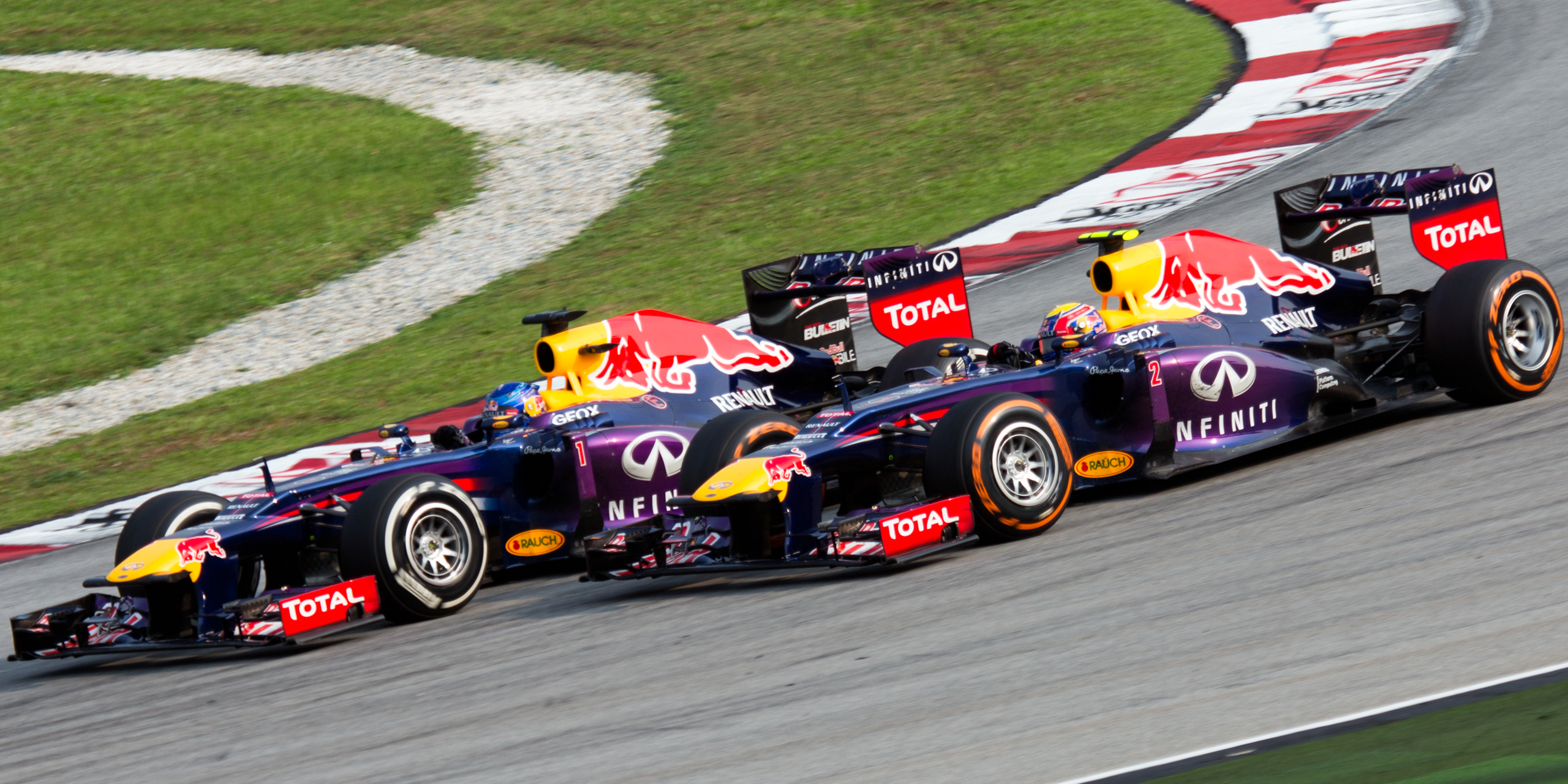
別角度より

スタート前にセパン名物の通り雨が降り、コース前半区間がウェット、後半区間はドライという難しい路面状況になった。各車スタート時にインターミディエイトタイヤを装着したが、早い時点でスリックタイヤへの交換が予想された。
スタートでは3番グリッドのアロンソが好スタートを切り、トップ浮上を狙ったが、2コーナーでベッテルに追突してフロントウィングを損傷。フェラーリはタイヤ交換を見越してそのまま走行させたが、2周目のホームストレートでフロントウィングが脱落し、アロンソはコースアウトしてリタイアとなった。これでレッドブル勢のベッテル、ウェバーがワンツー体制となり、メルセデス勢のハミルトン、ロズベルグが3・4位、バトン、マッサ、ペレス、スーティルの順となった。
先頭のベッテルは5周目にピットインしてドライ用タイヤに交換。しかし、路面が半乾きの状況でペースを上げられず、2周後にピットインしたウェバーが先頭に立つ。ハミルトンがピット位置を間違え、去年まで在籍したマクラーレンのピットボックスに停車するという珍場面もあった。
20周過ぎには2度目のタイヤ交換が行われた。好調だったフォース・インディア勢はホイールナットに不具合が生じ、2台ともピットでリタイアした。
上位はレッドブルの2台、やや遅れてメルセデスの2台がランデブー走行を続ける。先頭のウェバーのペースが遅く、ベッテルは前に出たい素振りを見せた。その後、3位のハミルトンは燃費が厳しくなってペースダウンし、後方のロズベルグもそのペースに付き合わされた。
44周目、4回目のタイヤ交換を終えたウェバーとベッテルが1コーナーで接近し、ウェバーが何とか首位を守った。しかし、ベッテルは46周目のホームストレートで再びウェバーに挑戦し、ピットウォールぎりぎりに押しやられながらも1コーナーで並びかけ、サイド・バイ・サイドの攻防を制して首位に浮上した。
バトンは中盤まで上位をキープしていたが、3回目のピット作業時にタイヤ装着不備のためピットで立往生し、大幅にタイムロス。数周を残してピットでリタイアした。
ベッテルは56周のトップチェッカーを受けて今季初勝利。選手権のライバルであるアロンソが無得点に終わったため、2戦終了時点でポイントリーダーに立った。開幕戦優勝者のライコネンはヒュルケンベルグと激しいバトルの末7位でフィニッシュした。

### 決勝結果
| 順位   | No. | ドライバー                 | チーム                         | 周回数 | タイム / リタイア | グリッド | ポイント |
| ------ | --- | -------------------------- | ------------------------------ | ------ | ----------------- | -------- | -------- |
| 1      | 1   | セバスチャン・ベッテル     | レッドブル・ルノー             | 56     | 1:38'56.681       | 1        | 25       |
| 2      | 2   | マーク・ウェバー           | レッドブル・ルノー             | 56     | +4.298            | 5        | 18       |
| 3      | 10  | ルイス・ハミルトン         | メルセデス                     | 56     | +12.181           | 4        | 15       |
| 4      | 9   | ニコ・ロズベルグ           | メルセデス                     | 56     | +12.640           | 6        | 12       |
| 5      | 4   | フェリペ・マッサ           | フェラーリ                     | 56     | +25.648           | 2        | 10       |
| 6      | 8   | ロマン・グロージャン       | ロータス・ルノー               | 56     | +35.564           | 11       | 8        |
| 7      | 7   | キミ・ライコネン           | ロータス・ルノー               | 56     | +48.479           | 10       | 6        |
| 8      | 11  | ニコ・ヒュルケンベルグ     | ザウバー・フェラーリ           | 56     | +53.044           | 12       | 4        |
| 9      | 6   | セルジオ・ペレス           | マクラーレン・メルセデス       | 56     | +1:12.357         | 9        | 2        |
| 10     | 18  | ジャン＝エリック・ベルニュ | トロ・ロッソ・フェラーリ       | 56     | +1:27.124         | 17       | 1        |
| 11     | 17  | バルテッリ・ボッタス       | ウィリアムズ・ルノー           | 56     | +1:28.610         | 18       |          |
| 12     | 12  | エステバン・グティエレス   | ザウバー・フェラーリ           | 55     | +1 Lap            | 14       |          |
| 13     | 22  | ジュール・ビアンキ         | マルシャ・コスワース           | 55     | +1 Lap            | 19       |          |
| 14     | 20  | シャルル・ピック           | ケータハム・ルノー             | 55     | +1 Lap            | 20       |          |
| 15     | 21  | ギド・ヴァン・デル・ガルデ | ケータハム・ルノー             | 55     | +1 Lap            | 22       |          |
| 16     | 23  | マックス・チルトン         | マルシャ・コスワース           | 54     | +2 Laps           | 21       |          |
| 17     | 5   | ジェンソン・バトン         | マクラーレン・メルセデス       | 53     | ホイール          | 7        |          |
| 18     | 19  | ダニエル・リカルド         | トロ・ロッソ・フェラーリ       | 51     | エキゾースト      | 13       |          |
| Ret    | 16  | パストール・マルドナド     | ウィリアムズ・ルノー           | 45     | KERS故障          | 16       |          |
| Ret    | 15  | エイドリアン・スーティル   | フォースインディア・メルセデス | 27     | ホイールナット    | 8        |          |
| Ret    | 14  | ポール・ディ・レスタ       | フォースインディア・メルセデス | 22     | ホイールナット    | 15       |          |
| Ret    | 3   | フェルナンド・アロンソ     | フェラーリ                     | 1      | 接触ダメージ      | 3        |          |
| ソース |     |                            |                                |        |                   |          |          |

## チームオーダー騒動
レース終了後、1 - 4位でフィニッシュしたレッドブルとメルセデスの両チームはチームオーダーの議論に巻き込まれ、表彰式は誰も笑顔のない異様な雰囲気の中で行われた。

### レッドブルのチームオーダー
レッドブルはピレリタイヤのデグラデーションに不安を抱えており、チームメイト同士の競争でタイヤを傷める事態を避けるため、最後のタイヤ交換後は順位を維持すると決めていた。ウェバーはその指示を信じてペースを落としたが、ベッテルはチームオーダーを破ってウェバーを抜いて優勝した。ウェバーは中指を立てて怒りを露わにした。
優勝後は喜びを表現したベッテルだったが、表彰式を待つ控え室でウェバーから「マルチ21」という単語を詰問されると、表彰式では表情が一変した。マルチ21とは、チームの暗号で「カーナンバー2（ウェバー）がカーナンバー1（ベッテル）の前」という意味だった。ベッテルは「僕はミスを犯した。元に戻せるものなら戻したい」と述べてウェバーとチームに謝罪したが、ウェバーは「終盤セブは自分自身の決断をした。いつも通り擁護されるんだろうね」と不満を隠さなかった。
ベッテルは「故意ではない」と釈明したが、チーム代表のクリスチャン・ホーナーは「彼は行動に移したことで、自分の意志を明確にしたんだ」「チームが置かれた状況よりも自身の利益を考えた」と否定し、2010年トルコGPの同士討ちクラッシュ以来、ベッテルとウェバーの間に信頼関係はないと明かした。今後も遺恨を残すのか注目されたが、チームアドバイザーのヘルムート・マルコは「レース後のミーティングでふたりのドライバーは握手して和解した」と述べた。その後、ベッテルはイギリスのチーム本拠地を訪れた際、スタッフに自分の行動について謝罪した。チームオーナーであるディートリヒ・マテシッツはこの一件で気分を害しており、マルコは「今後我々がチームオーダーを出すことはない」と述べた。
3週間後の中国GPを迎えると、ベッテルは優勝したこと自体については謝罪するつもりはないと語り、また同じことをするのかと尋ねられた際には「その時はまた状況が違うかもしれないから、適切な答えを返せるかどうか分からないけど、同じことをすると思う」と述べた。あの時ウェバーにはチームに1位を守らせて貰える資格がなかったと語り、その理由として、ウェバーをレーシングドライバーとしては尊敬しているが、自身がウェバーからサポートをしてもらったことがない事、ウェバーが今までチームを助ける事が出来る状況時にそれをしなかった事などを挙げた。
のちにBBCの自動車情報番組『トップ・ギア』に出演したウェバーは、司会のジェレミー・クラークソンから「レース後、ベッテルを殴りたいと思わなかった?」と尋ねられると、「子供を殴ってはいけない、と父がいつも言っているからね」と答えてスタジオの笑いを誘った。
レッドブルのチームオーダー騒動はこれが初めてでなく、2011年イギリスグランプリの時はウェバーがチームの指示を無視してベッテルを抜こうと試みたが成功せず、レース後にウェバーが（チームの）指示を意図的に無視したと語っている。前シーズンの最終戦ブラジルGPでは、アロンソとのチャンピオン決定戦に臨んだベッテルが、スタート直後ウェバーに幅寄されるという「伏線」もあった。のちにホーナー代表は「セバスチャンは2012年のブラジルGPのスタートで、マークにピットウォールへと追いやられたことに非常に怒っていた。その遺恨が翌年のマレーシアGPに繋がったんだ」と語っている。
ウェバーは2015年に出版した自伝で当時の状況を明かしている。中国GPの木曜日にベッテルと話し合った際、「ドライバーとしては尊敬しているけど、人としては尊敬していない」と言われ、それがふたりの人間関係の決定打となった。ベッテルへの処罰がないことについて、マネージャーである妻のアンが説明を求めたところ、チームはベッテルの弁護士から「不当な指示とチームオーダーによって契約に違反した」という内容の手紙を受け取っていたという。

### メルセデスのチームオーダー
メルセデスの場合は、両ドライバーにチームオーダーを厳守させた。ロズベルグはペースの落ちたハミルトンを抜いてレッドブルを追いかけたいとリクエストしたが、チーム側は4位キープを指示し続けた。ゴール後、ロズベルグは無線交信で"Remember This One" （この件を覚えておいてね）と言い残したが、会見では「ポジション維持というチームの判断は理解できる」と大人の対応を示した。ハミルトンは「ニコは僕のポジションにふさわしかった」と素直に認め、表彰式でも表情は曇りがちだった。
この判断はチーム幹部でも意見が分かれ、非常勤取締役のニキ・ラウダは「ロズベルグを前に行かせるべきだった」と述べた。チーム代表のロス・ブラウンはアグレッシブな戦略を採ったため2台とも燃料がギリギリだったと説明し、そのとき置かれた状況を「砂漠でカップ1杯の水を見つけた男」に例えた。ハミルトンはナンバー1待遇を条件にメルセデスへ移籍したとの憶測を否定し、自分はロズベルグを前に行かせたいと言ったが、ブラウンから「絶対にノーだ」と言われたと明かした。